# Holland Tunnel

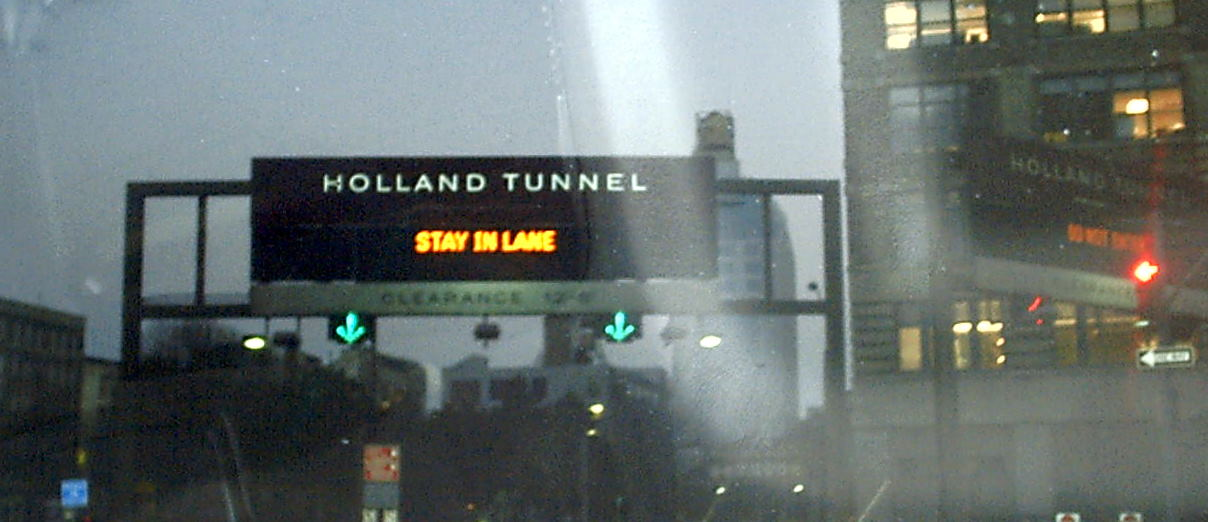
Intrarea în Holland Tunnel dinspre NYC

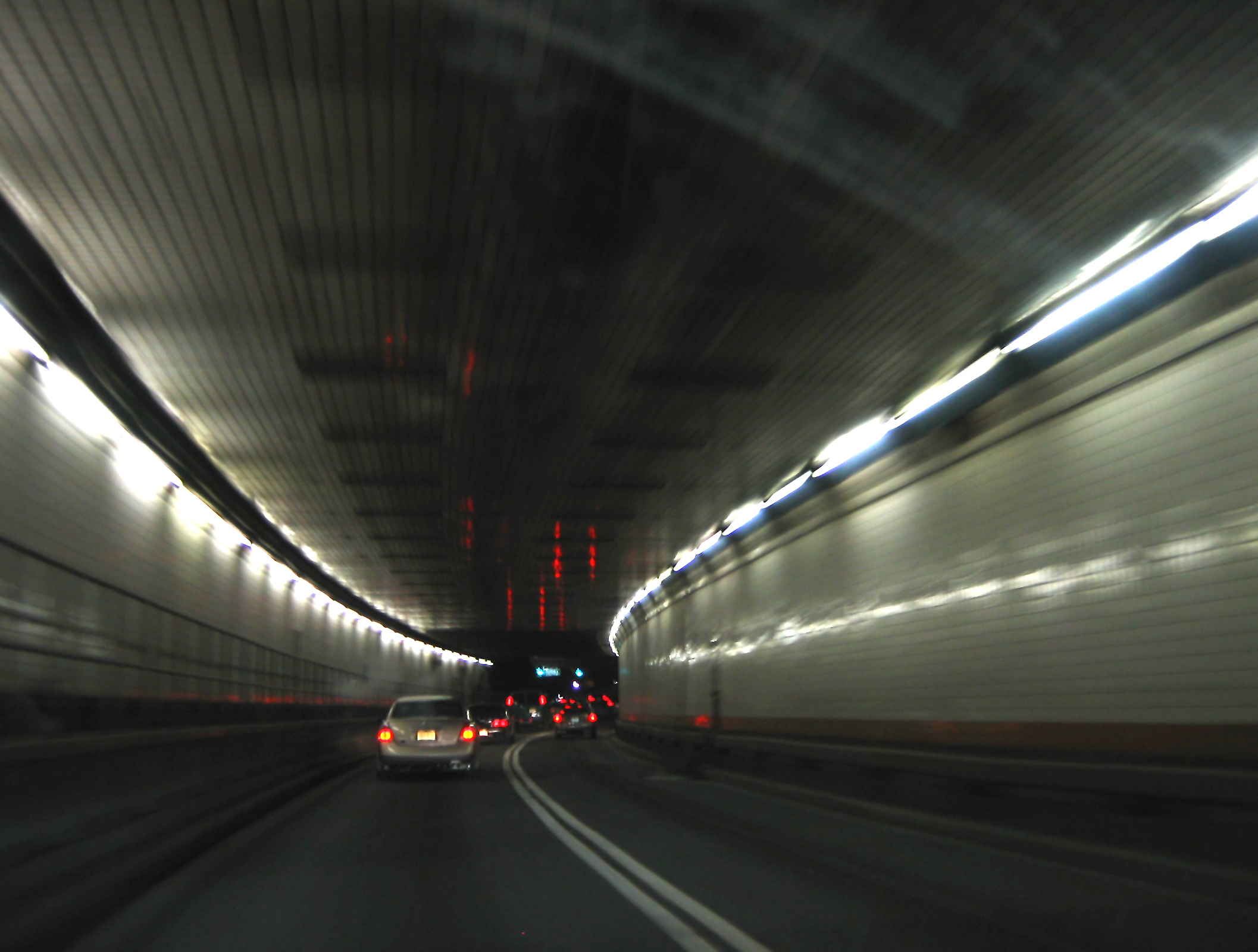
Holland Tunnel în partea dinspre New Jersey

Holland Tunnel („Tunelul Holland”) leagă la est Jersey City, New Jersey de New York City, New York pe sub râul Hudson. Acesta a fost inaugurat în anul 1927. Holland Tunnel a fost primul tub construit pe sub o apă pentru transportul vehiculelor. Președintele SUA Calvin Coolidge a inaugurat Holland Tunnel la ora 16:55 pe 13 noiembrie 1927 de pe iahtul sau. 84 de ventilatoare schimbă aerul din interiorul tunelului la fiecare 90 de secunde. Holland Tunnel este alcătuit din 2 tuburi, fiecare având câte 2 benzi prin care se circula in același sens. Cel nordic (cu direcția spre New Jersey) are o lungime de 2.608 m (8.558 feet), pe când cel sudic (cu direcția spre New York) are o lungime de 2.551 m (8.31 feet). Ambele tuburi au o lățime de 6,1 m (20 feet) și ating o adâncime medie pe sub râul Hudson de 28,5 m (93 feet 5 inches).